# HSG Universität Greifswald
Die Hochschulsportgemeinschaft Universität Greifswald e. V., kurz HSG Uni Greifswald, ist ein Mehrspartenverein aus der Universitäts- und Hansestadt Greifswald.
Der Verein umfasst Abteilungen mit Sportbetrieb in Aerobic, Badminton, Baseball, Drachenbootsport, Gymnastik, Ultimate Frisbee, Fußball, Gerätturnen, Handball, Hockey, Jugger, Kanusport, Lacrosse, Leichtathletik, Radsport, Schwimmsport, Tennis, Tischtennis, Triathlon/Laufgruppe, Taekwondo, Volleyball und Vorschulturnen sowie zahlreiche allgemeine Sportgruppen.

## Geschichte
Die HSG Universität Greifswald wurde am 4. Mai 1949 in Greifswald als BSG Universität Greifswald gegründet. BSG steht dabei für Betriebssportgemeinschaft. Im November 1949 erfolgte eine Umbenennung in HSG Greifswald und am 21. September 1951 in HSG Wissenschaft Greifswald. Im Bemühen um die Annäherung an die Universität Greifswald (ehemals Ernst-Moritz-Arndt-Universität) nach der deutschen Wiedervereinigung wurde am 18. Dezember 1996 eine Namensänderung in HSG Universität Greifswald e. V. vorgenommen.
In den Anfängen des Vereins fanden sich etwa 100 Mitglieder in sechs Sportarten (Leichtathletik, Handball, Turnen, Tennis, Fußball und Segeln) zusammen. 2022 ist die HSG Universität Greifswald mit über 2000 Mitgliedern in 24 unterschiedlichen Sportarten und zahlreichen allgemeinen Sportgruppen der größte Sportverein Vorpommerns. Die Abteilung Handball zählte in der langjährigen Vereinsgeschichte stets zu den leistungsstärksten und aktivsten Abteilungen.

## Abteilung Handball

### Handball im Studentensport der Ernst-Moritz-Arndt-Universität
In Greifswald Studierende machen seit den Anfängen des Vereins einen bedeutenden Anteil unter den Vereinsmitgliedern aus.
Bereits 1951 gab es ein Hallenhandballturnier der Ernst-Moritz-Arndt-Universität, an dem alle Fakultätsmannschaften teilnahmen. Gegen den damaligen DDR-Studentenmeister HSG Rostock gab es für die Greifswalder Auswahl im gleichen Jahr eine 11:13-Niederlage und einen 7:6-Sieg.
Im Rahmen der DDR-Studentenmeisterschaften war die HSG Uni Greifswald auch Ausrichter mehrerer Vorrunden, einer Zwischenrunde (1985) und einer Endrunde (1986). Die Greifswalder Auswahlmannschaften der Studentinnen und Studenten erreichten in einigen Jahren die Endrunden. Die Frauen schafften es 1975, 1977 und 1986 und die Männer 1986. Das langjährige HSG-Mitglied Bernt Petschaelis war in den 1980er Jahren Mitglied der Zentralen Fachgruppe Handball des Hoch- und Fachschulsports der DDR.
Seit 1962 wurde an der Greifswalder Universität versucht, das Handballspiel für Studentinnen und Studenten attraktiver zu machen. So beteiligten sich im Studienjahr 1963/64 29 weibliche bzw. männliche Mannschaften an einer universitätsinternen Vor-, Zwischen- und Endrunde. In der späteren Universitätsliga der Ernst-Moritz-Arndt-Universität gab es in der Zeit von 1969/70 bis 1988/89 einen vom Studentensport (heute Hochschulsport) organisierten und der HSG Uni Greifswald unterstützten Wettspielbetrieb im weiblichen und männlichen Bereich, an dem in einigen Studienjahren bis zu 21 Mannschaften unterschiedlicher Fachrichtungen teilnahmen. Die Sieger qualifizierten sich für eine Endrunde der Hoch- und Fachschulen des Bezirkes Rostock. Die Greifswalder Frauenmannschaft des Bereiches Medizin konnte diese in den Jahren 1977, 1979 und 1980 gewinnen.

### Chronik

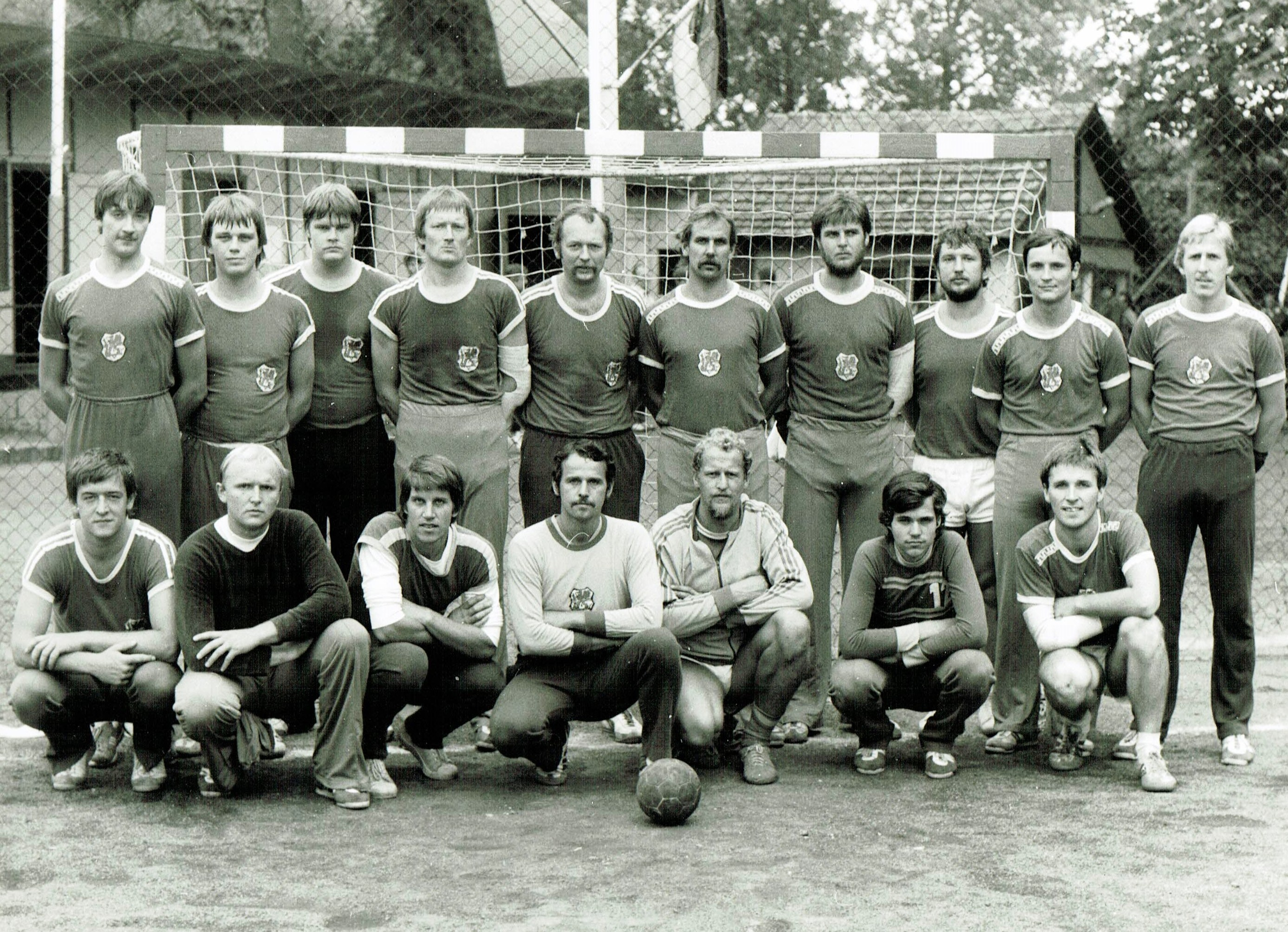
HSG-Handballer im Jahr 1982

Aktive der HSG Universität Greifswald beteiligen sich seit 1949 am Wettspielbetrieb unterschiedlicher Spiel- und Altersklassen. Seit der Gründung besteht eine Männermannschaft und von 1952 bis 1959 sowie ab 1973 auch eine Frauenmannschaft. Zwischen 1954 und 1967 sowie zwischen 1973 und 1989 gab es phasenweise in einigen Altersklassen Nachwuchsmannschaften, die auch auf Bezirksebene aktiv waren. Erst 1973 erhielt die Hansestadt Greifswald eine spielfähige Sporthalle im Stadtteil Schönwalde I. Vorher wurden die Heimspiele im Hallenhandball in Neustrelitz und von 1970 bis 1973 in Grimmen absolviert. Alle Männer- und Frauenmannschaften wurden in den Jahrzehnten stets durch zahlreiche Studentinnen und Studenten der Ernst-Moritz-Arndt-Universität geprägt.
In den Jahren 1983 und 1985 wurde die Abteilung Handball für ihre Arbeit als „Vorbildliche Sektion des Deutschen Handballverbandes der DDR“ geehrt. Auch nach der deutschen Wiedervereinigung engagierten sich Sportfreunde der Hochschulsportgemeinschaft überregional. So wirkten u. a. das „Urgestein“ des Greifswalder Handballsports, Wolf-Dieter Schmidt, von 1997 bis 2014 als Präsident und der in über 55 Jahren ebenfalls im Handballsport aktive Bernt Petschaelis, von 2003 bis 2012 als Vizepräsident im Präsidium des Handballverbandes Mecklenburg-Vorpommern mit.
Seit der Saison 2013/14 wurde auf der Grundlage einer Kooperationsvereinbarung zwischen der HSG Universität Greifswald und dem HSV Peenetal Loitz, die Spielgemeinschaft SG Uni Greifswald/Loitz für den Frauen- und Männerbereich gebildet. Ab der Spielzeit 2015/16 tritt auch die 1. Männermannschaft als SG in der viertklassigen Oberliga Ostsee-Spree an.

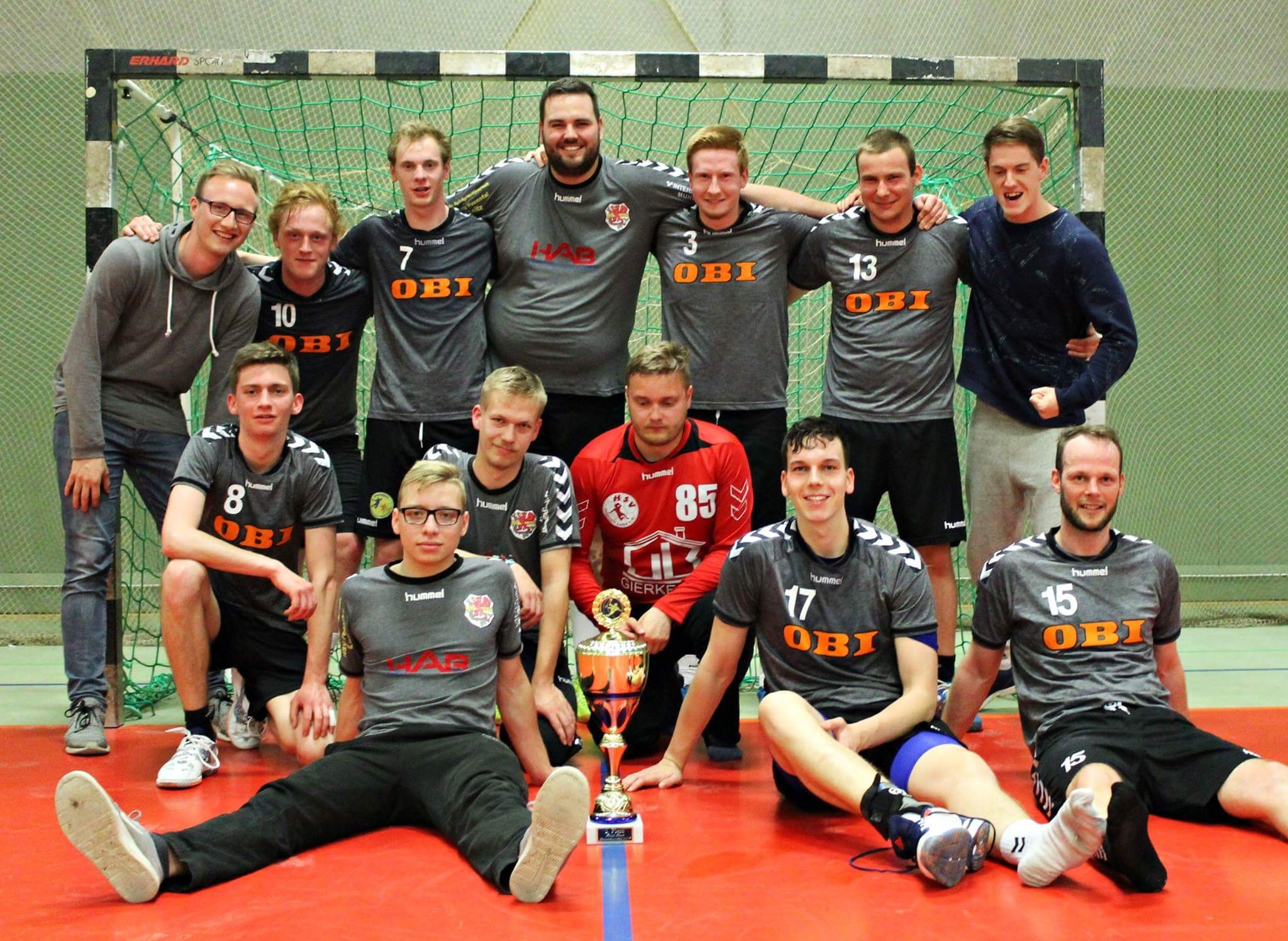
3. Männer Meister Saison 2019/20

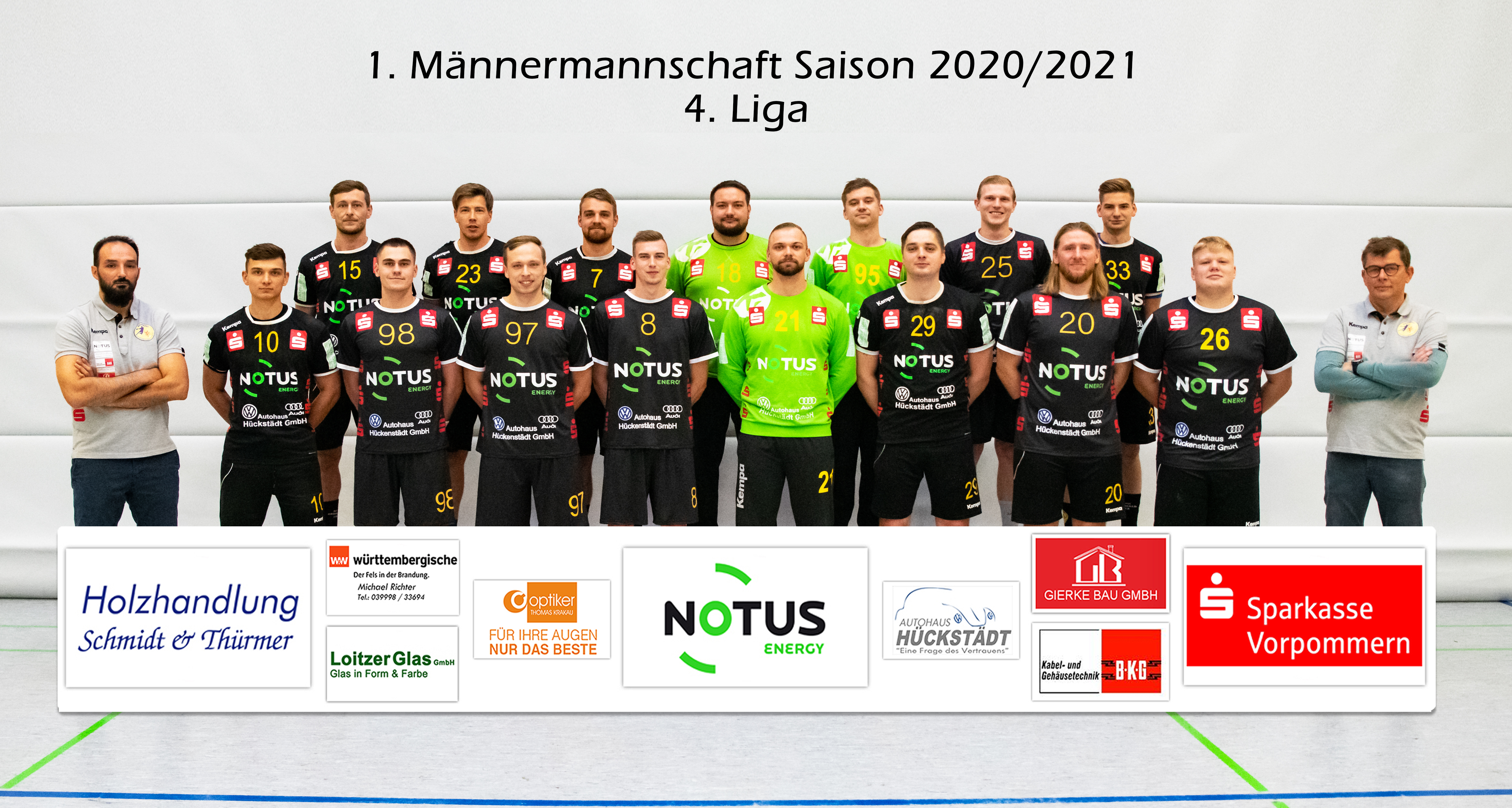
1. Männermannschaft in der 4. Liga Saison 2020/21

### Sportliche Erfolge
Seit 1952 in der Bezirksliga Rostock spielend, ging es in den ersten Jahren darum, leistungsfähige Mannschaften zusammenzustellen. Von 1956 bis 1960 kämpften die Handballmänner trotz mehrerer Bezirksmeistertitel vergeblich um den Aufstieg in die DDR-Liga. Als 1960 der Nationalspieler Wolfgang Niescher nach Greifswald kam, wurde auf Anhieb der Aufstieg in die zweithöchste Spielklasse der DDR geschafft. Trotz seines Wechsels 1961 zum SC Empor Rostock, entwickelte sich die Mannschaft weiter und es folgten bis 1968 die erfolgreichsten Jahre in der Vereinsgeschichte. Danach spielten die Männer- und teilweise die Frauenmannschaft durchgängig in der Bezirksliga Rostock und insbesondere die 1. Männermannschaft belegte häufig vordere Tabellenplätze. Von 1990 bis 2010 waren die Männermannschaften in der Landesoberliga und Verbandsliga des Landes Mecklenburg-Vorpommern aktiv.
Die größten Erfolge:
- 1954, 1956, 1957, 1960 und 1968 Großfeld-Männer; Bezirksmeister
- 1955 Berufung der Spielerinnen Steinhäuser und Jasmund in die DDR-Auswahl; 1. Platz der Männer bei der DDR-Meisterschaft der Sportvereinigung Wissenschaft
- 1960 Freundschaftsspiel der HSG-Männer gegen die DDR-Nationalmannschaft im Großfeld 12:24 (8:9)
- 1961 bis 1964 und 1966 bis 1977 spielten die Männer in der DDR-Liga (Feldhandball)
- 1965 in der DDR-Oberliga im Feldhandball
- 1966 bis 1968 DDR-Liga im Hallenhandball
- 1956, 1963, 1965, 1971 und 1973 Männer werden Bezirksmeister (Halle) des Bezirkes Rostock; 1972 und 1976 Vizebezirksmeister
- 1985 Vizebezirksmeistertitel durch die Frauenmannschaft und männliche AK 14
- 1966 und 1986 erkämpft jeweils die männliche AK 15/16 bei den Bezirksspartakiaden in Rostock eine Bronzemedaille
- 1987 und 1988 werden die Senioren („Alten Herren“) Bezirkspokalsieger in Rostock
- 2019 und 2020 Männer der SG Uni Greifswald/Loitz belegen jeweils Platz 6 in der Oberliga Ostsee-Spree (4. Liga)

### Internationaler Sportverkehr
Neben dem umfangreichen Punktspielbetrieb machte die Abteilung Handball der HSG Uni Greifswald in der zurückliegenden 72-jährigen Geschichte auch durch einen internationalen Sportverkehr auf sich aufmerksam. In der Zeit zwischen 1953 und 1998 unternahmen die Männermannschaften 41 Auslandsreisen in die BRD, ČSSR, Sowjetunion, nach Schweden, Ungarn, Polen, Bulgarien und in die Niederlande, die vor allem durch Kontakte mit Mannschaften von Partneruniversitäten der Ernst-Moritz-Arndt-Universität Greifswald zustande kamen. Diese Wettkämpfe im Ausland waren häufig mit Gegenbesuchen, beispielsweise im Rahmen internationalen Turniere in Greifswald, verbunden. Zahlreiche Oberliga- und DDR-Liga-Mannschaften konnten dabei als Gäste in Greifswald begrüßt werden.
Aufgrund der umfangreichen Aktivitäten und der daraus resultierenden überregionalen Ausstrahlung war die HSG Universität Greifswald im Auftrag des Deutschen Handballverbandes der DDR 1985 (DDR – Rumänien) und 1987 (DDR – Sowjetunion und DDR – ČSSR) Ausrichter von insgesamt vier Juniorenländerspielen.

### Abteilungsleiter
- 1949 bis 1950: Hans Henrici
- 1951 bis 1952: Manfred Krohn
- 1952: Kleiminger
- 1953 bis 1954: Hans Richter
- 1954 bis 1955: Wolfgang Laß
- 1955 bis 1957: Heinz Perleberg
- 1957 bis 1965: Wolf-Dieter Schmidt
- 1965 bis 1973: Werner Kleemann
- 1973 bis 1983: Frank Feyerherd
- 1983 bis 1997: Hartmut Mittelstädt
- 1998 bis 2009: Jens Germans
- seit 2010: Bernt Petschaelis

## Persönlichkeiten

### Abteilung Handball
- Die Spielerinnen Inge Steinhäuser (Sturm) und Karin Jassmund (Torwart) wurden 1955 in die DDR-Auswahl berufen.
- Günter Korell (1937–2023) – der Historiker spielte von 1957 bis 1981 für die 1. Männermannschaft der HSG, danach Gründungsmitglied der Seniorenmannschaft.
- Wolfgang Niescher (1934–2010) – HSG-Spieler von 1960 bis 1961 (danach Spieler beim SC Empor Rostock), 47 Länderspiele und Weltmeister im Feldhandball.
- Bernt Petschaelis (* 1950) – erkämpfte 1969 mit der Bezirksauswahl Rostock der männlichen AK 17/18 die Silbermedaille beim DDR-Pokalwettbewerb des DHV für Auswahlmannschaften.
- Reiner Westphal – 1971 delegiert von der HSG Greifswald zum SC Empor Rostock, ein Jahr später Wechsel zum ASK Frankfurt/Oder und Spieler in diesem Verein bis 1982.
- Wolf-Dieter Schmidt – Hochschullehrer am Institut für Sportwissenschaften der Ernst-Moritz-Arndt Universität Greifswald, erfolgreicher Handballer und Präsident des Handballverbandes Mecklenburg-Vorpommerns in der Zeit von 1998 bis 2015.

### Aus anderen Abteilungen
- Lindy Ave (* 1998) – Paralympicssiegerin über 400 m; Leichtathletin der HSG Uni Greifswald.
- Anne Krohn (* 1983) – HSG-Volleyballspielerin zwischen 1995 und 2006.
- Horst Mann (1927–2018) – DDR-Meister im 400-Meter-Lauf als Leichtathlet der HSG Wissenschaft Greifswald.
- Siegfried Perleberg (* 1932) – DDR-Meister im Hammerwurf; begann seine sportliche Laufbahn bei der HSG Wissenschaft Greifswald.
- Bernd Wunderlich (* 1957) – ehemaliger Fußballnationalspieler der DDR; war in der Verbandsliga-Saison 2009/10 Trainer der Männer-Fußballmannschaft des Vereins.